# Vittorio Patrelli Campagnano
Vittorio Patrelli Campagnano (Santa Maria Capua Vetere, 13 dicembre 1917 – Taranto, 7 settembre 2013) è stato un ammiraglio italiano, veterano della specialità sommergibili della Regia Marina durante il corso della seconda guerra mondiale. Dopo la fine dell conflitto fu comandante del Gruppo Sommergibili (settembre 1962-settembre 1964),l'incarico di Addetto navale a Londra (1964-1967), rappresentante del comandante navale alleato del Sud Europa presso il comando delle forze terrestri della NATO del Sud Europa (1968-1970), comandante dei sommergibili (MARICOSOM) (1970-1971), comandante del Comando Militare Marittimo Autonomo della Sicilia (gennaio 1972-maggio 1975), e consigliere militare del rappresentante italiano in seno al Consiglio Atlantico (1975-1979). Decorato con la Gran croce dell'Ordine militare d'Italia, due Medaglie d'argento sul campo, di cinque Medaglie di bronzo di cui tre sul campo e di due Croci di guerra al valor militare di cui una sul campo.

## Biografia

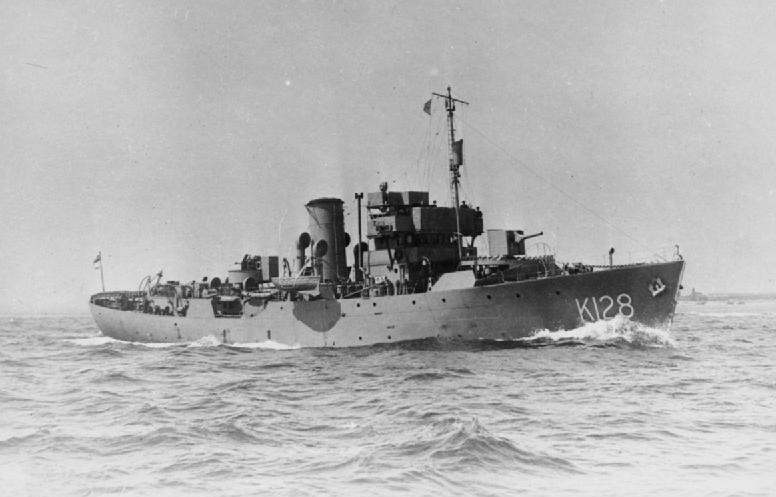
La corvetta britannica Samphire, affondata dal Platino il 30 gennaio 1943.

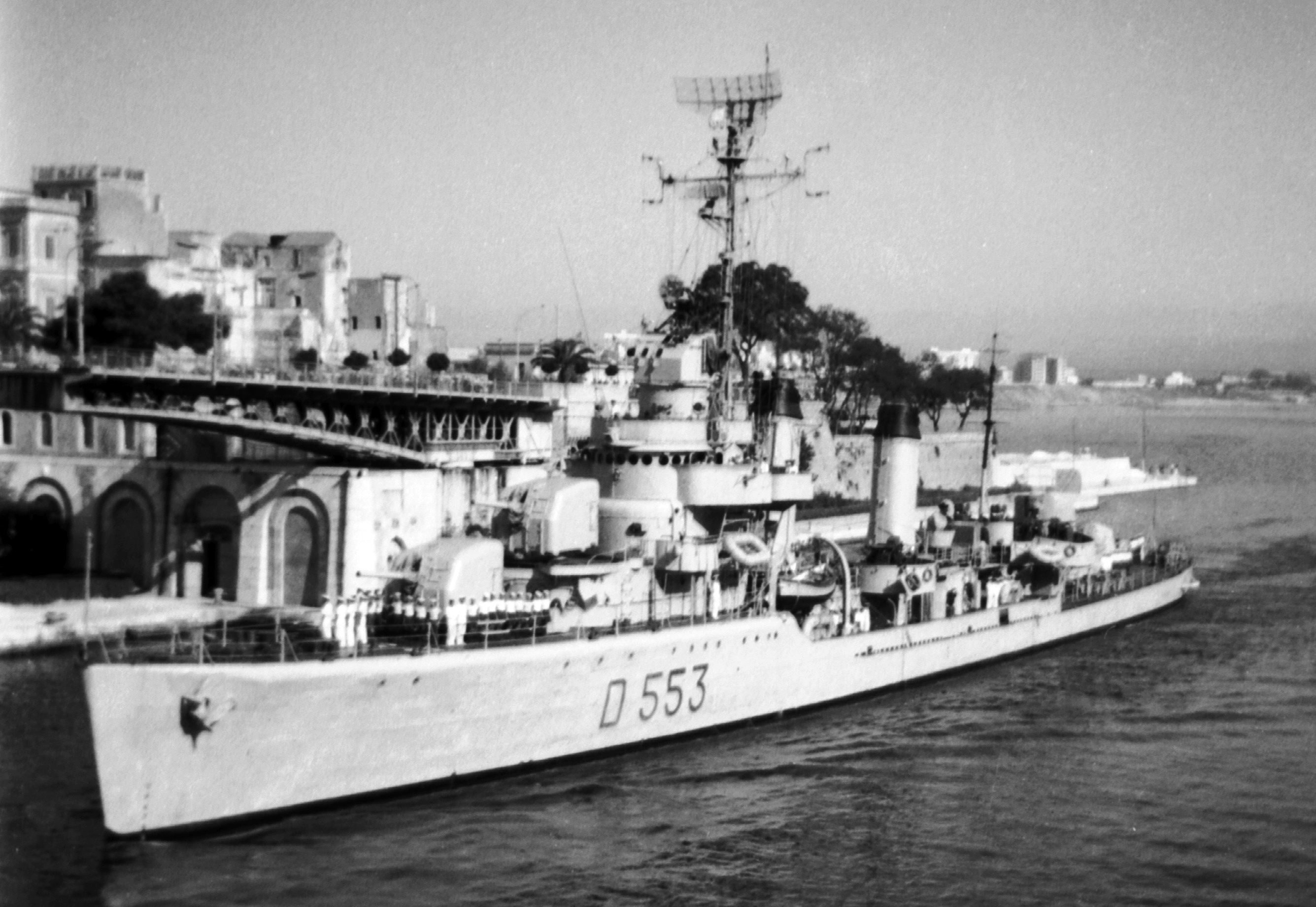
Il cacciatorpediniere Artigliere a Taranto nel 1965.

Nacque a Santa Maria Capua a Vetere, provincia di Napoli, il 13 dicembre 1917, figlio di Mario e Antonietta Romano. Arruolatosi nella Regia Marina, a partire dal 1936 iniziò a frequentare la Regia Accademia Navale di Livorno, da cui uscì con il grado di guardiamarina il 26 dicembre 1939. Pochi giorni dopo l'entrata in guerra del Regno d'Italia si imbarcò come “Sottordine all’Ufficiale alle Armi” sul sommergibile Luciano Manara, allora al comando di Salvatore Todaro.
Nel novembre 1941 si imbarca come ufficiale in 2ª sul sommergibile Platino, di cui assume il comando nel dicembre 1942, a soli 25 anni, col grado di tenente di vascello. Operante nel Mediterraneo, il 30 gennaio 1943 affondo nella rada di Bougie (Algeria), lanciando 4 siluri, la corvetta britannica HMS Samphire da 1.015 tsl. e il 7 febbraio successivo il peschereccio antisommergibili HMS Tervani da 409 tsl. il cui affondamento, all'epoca, venne invece attribuito a uno dei mezzi gemelli, l'Acciaio. Alla proclamazione dell'armistizio dell'8 settembre 1943, interruppe la missione in base agli ordini ricevuti, dirigendo per il porto di a Bona, Tunisia, che era in mano degli Alleati. Mantenne il comando del Platino attraverso le vicende dell'armistiziali fino all'agosto 1944.
Per le sue attività belliche è stato insignito di due Medaglia d'argento sul campo, di cinque Medaglie di bronzo di cui tre sul campo e di due Croci di guerra al valor militare di cui una sul campo.
Dopo la firma del trattato di pace di Parigi (10 febbraio 1947), fu fondamentale per la rinascita della componente subacquea della nuova Marina Militare Italiana, completamente azzerata dalle clausole del trattato. In quel periodo fu comandante in 2ª, del Gruppo Sommergibili di Brindisi e del Comando Sommergibili a Taranto, e poi fu in servizio presso l'Accademia Navale come comandante alla classe dei Corsi Normali. Mantenne tale incarico fino al 1949, venendo promosso capitano di corvetta nel 1950. Nel 1954 assunse il comando del sommergibile Enrico Tazzoli, ceduto dall'US Navy, provvedendo a trasferire il battello dagli Stati Uniti d'America all'Italia. Divenuto capitano di fregata nel luglio 1954, sbarcò dall'Enrico Tazzoli nell'ottobre del 1955, quando fu designato direttore dei corsi allievi in Accademia Navale, incarico che ricoprì fino al novembre 1958,  quando assunse il comando del cacciatorpediniere Artigliere. Nel corso del 1959 fu promosso capitano di vascello, assegnato in servizio al Reparto Operazioni dello Stato maggiore della Marina dove rimase fino al 1962,  per ritornare a Taranto al comando del Gruppo Sommergibili (settembre 1962-settembre 1964. Dal 1964 al 1967 ricoprì l'incarico di Addetto navale a Londra, venendo promosso contrammiraglio nel 1966. Tra il 1968 e il 1970 svolse un incarico nell'ambito della NATO a Verona, come rappresentante del comandante navale alleato del Sud Europa presso il comando delle forze terrestri alleate del Sud Europa. Dal 1970 al 1971 fu comandante dei sommergibili (MARICOSOM), venendo promosso ammiraglio di divisione, e tra il gennaio 1972 e il maggio 1975, ricoprì l'incarico di comandante del Comando Militare Marittimo Autonomo della Sicilia. Divenuto ammiraglio di squadra il 1º gennaio 1975 fu mandato Bruxelles in qualità di consigliere militare del rappresentante italiano in seno al Consiglio Atlantico, rimanendovi fino al 1979, quando fu collocato in posizione ausiliaria.
Stabilitosi a Taranto, fu posto in riserva nel 1987, e in congedo assoluto nel 1990. Nel 2000 fu insignito dal Presidente della Repubblica Carlo Azeglio Ciampi del titolo di Cavaliere di Gran croce dell'Ordine militare d'Italia Nell'ambito della Marina, prima di lui, ne era stato insigniti solo tre uomini, Eugenio di Savoia Carignano, Luigi Amedeo di Savoia-Aosta (1924), e il grande ammiraglio Paolo Thaon di Revel nel 1919..
In vita, dopo la scomparsa dell'ammiraglio Luigi Longanesi Cattani, venne considerato il decano dei sommergibilisti italiani Si spense a Taranto il 7 settembre 2013.

### Fonti
1. ↑  Marinadifesa.
2. ↑  Gazzetta Ufficiale del Regno d'Italia n.32 del 15 marzo 1945, pag.298.
3. 1 2 3 4 5  Marinai d'Italia.
4. 1 2 3 4 5  La voce del Marinaio.
5. 1 2 3 4 5 6 7 8 9 10 11 12  Difesaonline.
6. ↑  Sito U-boat: scheda sommergibile Platino.
7. ↑  Joseph 2010, p. 157.
8. ↑  Sito U-boat:scheda nave Tervani.
9. 1 2 3  I 90 anni dell'ammiraglio Vittorio Patrelli Campagnano. Archiviato il 27 gennaio 2008 in Internet Archive.
10. ↑  Comunicato del presidente Ciampi del 4 novembre 2000.
11. ↑  Sito web del Quirinale: elenco decorati.
12. 1 2 3 4 5 6 7  Necrologio della Marina del 9 settembre 2013.
13. ↑  News Marina Militare del 21 giugno 2010.
14. ↑  Sito Marina Militare: elenco decorati.
15. 1 2  Sito web del Quirinale: dettaglio decorato.
16. ↑  Sito web del Quirinale: dettaglio decorato.